# Juan II van Oostenrijk

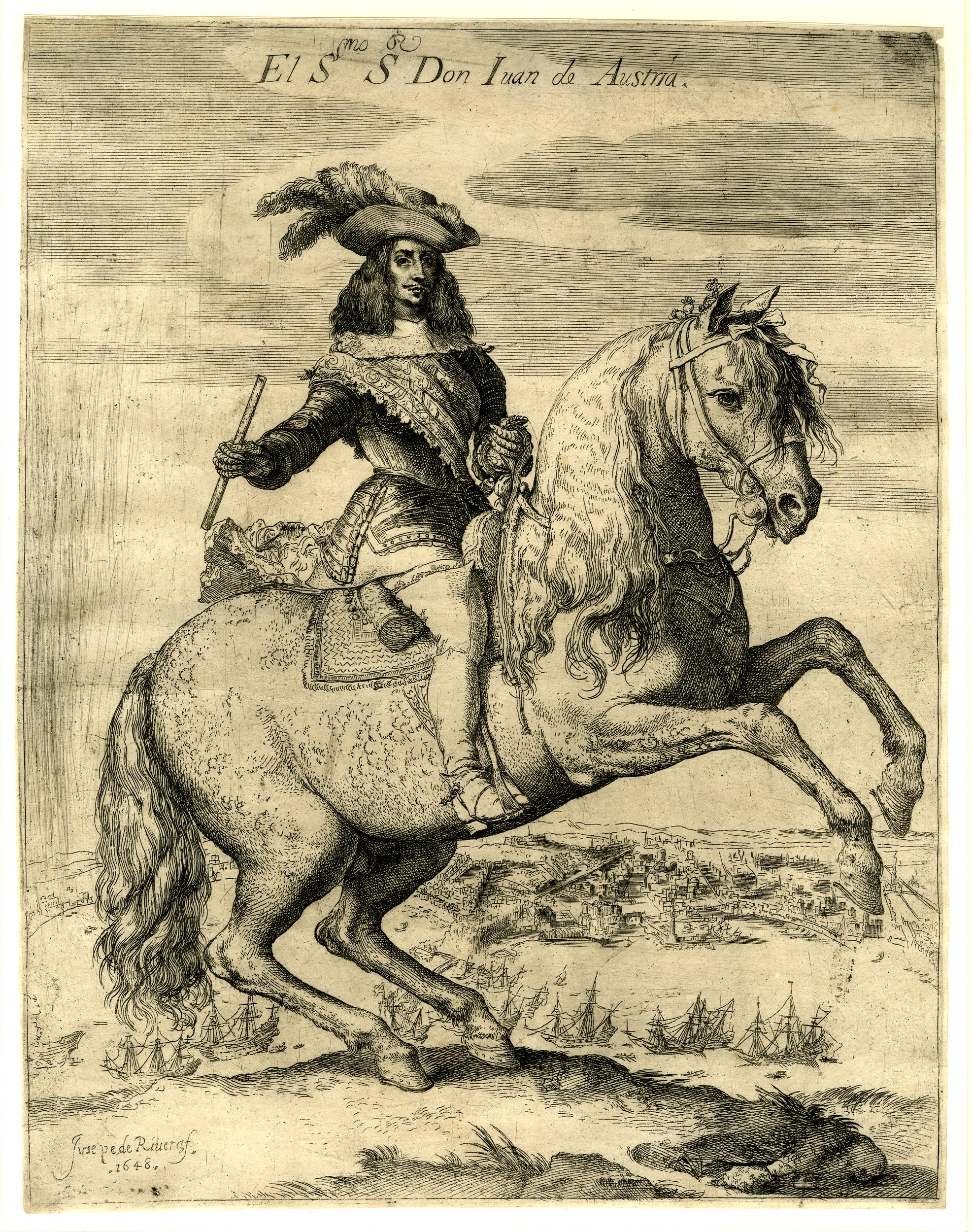
Ruiterportret van Juan II van Oostenrijk

Juan José van Oostenrijk (Madrid, 7 april 1629 - aldaar, 17 september 1679) was een Spaans veldheer en staatsman, en van 1656 tot 1659 landvoogd van de Zuidelijke Nederlanden. Don Juan was de beroemdste buitenechtelijke zoon van Filips IV van Spanje. Hij was de enige van tientallen bastaardkinderen die door Filips IV werd erkend.

## Biografie
Juan werd op 1 april 1629 in Madrid geboren. Zijn moeder, María Calderón, was een populaire actrice die kort na zijn geboorte gedwongen werd om toe te treden tot een klooster. Hijzelf kreeg een degelijke opvoeding in León van een vrouw die naar alle waarschijnlijkheid niet op de hoogte was van zijn koninklijke afstamming. In 1642 werd hij door Filips IV officieel als zoon erkend; meteen het begin van zijn militaire carrière.
Hoewel hij uiteindelijk nooit getrouwd is geweest, wilde de ambitieuze Juan zich met zijn tweeëntwintig jaar jongere halfzus Margaretha Theresia verloven. Zijn vader, Filips IV, was hier echter tegen omdat zijn oudste dochter in het kader van een geplande huwelijkspolitiek al als bruid was beloofd aan haar oom, keizer Leopold I.
Juan stierf op 17 september 1679 in Madrid.

## Militair
Nadat Filips IV in 1642 Juan als zoon erkende, werd hij in 1647 naar Napels gestuurd om onderkoning Ponce de León te ondersteunen in de Masaniello-opstand. Terwijl Ponce de León agenten inbracht, koos Juan er voor de stad te omsingelen en af te wachten. Finaal onderwierp hij in 1648 de opstandige Koninklijke Republiek Napels.
Vervolgens werd hij zelf als onderkoning naar Sicilië gestuurd, vanwaar hij vrijwel meteen werd teruggeroepen om de pacificatie van Catalonië, dat sinds 1640 in opstand was, te vervolledigen. Bij zijn aankomst had het grootste deel van de bevolking echter terug loyaliteit aan de Spaanse Koning gezworen, uit afkeer van de arrogantie die de ingeroepen Fransen tentoon hadden gespreid. Juan heeft uiteindelijk enkel de finale belegering van Barcelona in 1652 geleid.
Het feit dat hij in beide conflicten – veelal buiten zijn eigen inbreng om – de rol van vredestichter kon spelen, gecombineerd met zijn eigen aangename omgang, innemende persoonlijkheid en – in tegenstelling tot zijn Habsburgse inteeltverwanten – sterke voorkomen, maakte Juan tot een populaire koninklijke favoriet.

## Landvoogd
Reeds in 1641, na de dood van kardinaal-infant Ferdinand van Oostenrijk, had men er te Madrid aan gedacht de bastaard Juan als gouverneur naar Brussel te sturen. Het plan was gestrand op de tegenstand van de invloedrijkste standen van de bevolking: edelen en geestelijken tekenden verzet aan tegen de gedachte het beheer van 's lands zaken toevertrouwd te zien aan een kind, en daarbij nog een van verdachte geboorte. Filips IV heeft zijn plan toen laten varen en zijn toevlucht genomen tot Leopold Willem.
Toen Leopold Willem na een tienjarig bewind van strubbelingen tussen Wenen, Madrid en Brussel uiteindelijk aan de kant werd geschoven, is Juan zonder enig Madrileens verzet aanvaard voor de positie. Al snel bleek echter dat Juans leiderschapskwaliteiten enigszins te wensen overlieten. Zijn gezag over de troepen was minimaal, en ook met de tijdelijk overgelopen Franse legerleider Condé kon hij het uiterst slecht vinden. Dat de eerstvolgende slag, de Slag bij Duinkerke (1658), geboekstaafd staat als een van de noodlottigste in de Spaanse militaire geschiedenis, draagt bij tot het beeld van Juan als falend leider, zowel politiek als militair.
Te midden van de militaire tegenspoed, handelde Juan als landvoogd te Brussel met zonderlinge losbandigheid. Hij hield geen rekening met de aan zijn macht aangebrachte beperkingen, benoemde persoonlijk mensen in ambten waarover normaal de Koning beschikte en gaf aan Spaanse officieren verlof om naar huis te keren, met behoud van soldij, te midden van militaire operaties. Daarenboven had hij na slechts enkele maanden in Brussel reeds een schuld van tweehonderdduizend escudos (≈ 540kg goud) opgebouwd.
De ongunstige verslagen die in Madrid aankwamen, noopten Filips IV er toe een oplossing te vinden. Juan werd niet afgezet maar teruggeroepen onder voorwendsel hem met het bevel te belasten van het tegen Portugal ingezette leger. Don Juan verliet de Nederlandse gewesten in de laatste dagen van februari 1659. Hij werd na zijn vertrek door de hoogste Spaanse officier onder zijn bevel, de markies van Caraceña, omschreven als een van de ellendigste landvoogden die ooit in de Nederlanden verscheen.

## Latere carrière
Om zijn terugkeer als landvoogd uit de Nederlanden minder pijnlijk te maken, wees de Spaanse koning hem aan als bevelhebber in het Portugese Extremadura. Zijn Spaanse troepen waren echter zowel slecht voorbereid als slecht voorzien van materiaal. Doordat hij ook de soldij van de soldaten niet consequent uitbetaalde, was de moraal van de troepen in het barre landschap ronduit slecht. Door hun grote overwicht in aantal, slaagden ze er desalniettemin in enkele modeste successen te boeken. Clarendon beschreef traagheid en gemakzucht als Juans grootste tekortkomingen, en de reden waarom de Spanjaarden niet met gemak de Portugese troepen overmeesterden. Uiteindelijk werd hij in 1663 volledig verslagen in Estremoz.

## Voorouders
| Voorouders van Maria Theresia van Oostenrijk (1638-1683) | Voorouders van Maria Theresia van Oostenrijk (1638-1683)                       | Voorouders van Maria Theresia van Oostenrijk (1638-1683)                       | Voorouders van Maria Theresia van Oostenrijk (1638-1683)                       | Voorouders van Maria Theresia van Oostenrijk (1638-1683)                       | Voorouders van Maria Theresia van Oostenrijk (1638-1683)      | Voorouders van Maria Theresia van Oostenrijk (1638-1683)      | Voorouders van Maria Theresia van Oostenrijk (1638-1683)      | Voorouders van Maria Theresia van Oostenrijk (1638-1683)      |
| -------------------------------------------------------- | ------------------------------------------------------------------------------ | ------------------------------------------------------------------------------ | ------------------------------------------------------------------------------ | ------------------------------------------------------------------------------ | ------------------------------------------------------------- | ------------------------------------------------------------- | ------------------------------------------------------------- | ------------------------------------------------------------- |
| Overgrootouders                                          | Filips II van Spanje (1527-1598) ∞ 1570 Anna van Oostenrijk (1549-1580)        | Filips II van Spanje (1527-1598) ∞ 1570 Anna van Oostenrijk (1549-1580)        | Karel II van Oostenrijk (1540-1590) ∞ 1571 Maria Anna van Beieren (1551-1608)  | Karel II van Oostenrijk (1540-1590) ∞ 1571 Maria Anna van Beieren (1551-1608)  | ? (-) ∞ ? (-)                                                 | ? (-) ∞ ? (-)                                                 | ? (-) ∞ ? (-)                                                 | ? (-) ∞ ? (-)                                                 |
| Grootouders                                              | Filips III van Spanje (1578-1621) ∞ 1599 Margaretha van Oostenrijk (1584-1611) | Filips III van Spanje (1578-1621) ∞ 1599 Margaretha van Oostenrijk (1584-1611) | Filips III van Spanje (1578-1621) ∞ 1599 Margaretha van Oostenrijk (1584-1611) | Filips III van Spanje (1578-1621) ∞ 1599 Margaretha van Oostenrijk (1584-1611) | ? (-) ∞ ? (-)                                                 | ? (-) ∞ ? (-)                                                 | ? (-) ∞ ? (-)                                                 | ? (-) ∞ ? (-)                                                 |
| Ouders                                                   | Filips IV van Spanje (1605-1665) ∞ María Calderón (1611-1678)                  | Filips IV van Spanje (1605-1665) ∞ María Calderón (1611-1678)                  | Filips IV van Spanje (1605-1665) ∞ María Calderón (1611-1678)                  | Filips IV van Spanje (1605-1665) ∞ María Calderón (1611-1678)                  | Filips IV van Spanje (1605-1665) ∞ María Calderón (1611-1678) | Filips IV van Spanje (1605-1665) ∞ María Calderón (1611-1678) | Filips IV van Spanje (1605-1665) ∞ María Calderón (1611-1678) | Filips IV van Spanje (1605-1665) ∞ María Calderón (1611-1678) |